# 達靈頓緩刑站
達靈頓緩刑站（英語：Darlington Probation Station）是一座位於澳洲塔斯馬尼亞州瑪麗亞島（過去稱為范迪門地）的罪犯緩刑站，後來在澳洲東部罪犯管理的最後階段（1842年到1850年）成為罪犯的緩刑站使用。
目前達靈頓緩刑站的許多建築物和附屬設施幾乎完好無損，而在塔斯馬尼亞州曾經建造的78個罪犯緩刑站中，瑪麗亞島的建築物被認為是「最傑出的代表」，具有重要的文化意義，目前他們已被正式列入澳大利亞國家遺產名錄和聯合國教科文組織的世界遺產名錄，其中包括：
「歐洲列強藉由大規模囚犯運輸以勞動從而實現殖民擴張的最佳例子。」

## 外部連結
- . Australian Heritage Database. Department of the Environment.